# Martin Chudý
Martin Chudý (sinh 23 tháng 4 năm 1989) là một cầu thủ bóng đá Slovakia thi đấu cho Spartak Trnava ở vị trí thủ môn.
Anh gia nhập Teplice vào tháng 1 năm 2016. Trước đó, anh thi đấu cho Dukla Praha kể từ tháng 6 năm 2014.